# Sommer (Familienname)
Sommer ist ein Familienname. Der Name wurde wahrscheinlich von der Jahreszeit Sommer abgeleitet. Im 8. Jahrhundert Sumar, ab 1190 Sumer, ab 1292 Somer. Auch Sumber oder Summer – Bedeutung Korb, Geflecht, Handtrommel.

## Namensträger

### A
- Achim Sommer (* 1956), deutscher Kunsthistoriker und Museumsleiter
- Adolf Sommer (1862–1909), deutsch-sorbischer Lehrer und Schriftsteller
- Adolph Sommer (1852–1933), deutsch-US-amerikanischer Apotheker und Chemieunternehmer
- Albert Sommer (1903–1978), Schweizer Maler
- Alfred Sommer (Mediziner, 1858) (1858–1939), baltendeutscher Anatom und Hochschullehrer
- Alfred Sommer (Politiker, I), deutscher Politiker (SPD), MdL Anhalt
- Alfred Sommer (Politiker, 1925) (1925–2006), deutscher Politiker (SPD), MdL Bayern
- Alfred Sommer (Mediziner, 1942) (* 1942), US-amerikanischer Ophthalmologe, Epidemiologe und Hochschullehrer
- Alice Sommer (1898–1982), deutsche Zeichnerin
- Alice Herz-Sommer (1903–2014), deutsche Pianistin
- Anders Sommer (* 1984), dänischer Basketballtrainer
- Andreas Sommer (Politiker) (1916–1980), österreichischer Politiker (NSDAP)
- Andreas Sommer (Schriftsteller) (* 1956), Schweizer Schriftsteller
- Andreas Urs Sommer (* 1972), Schweizer Philosoph und Publizist
- Angela Sommer-Bodenburg (* 1948), deutsche Schriftstellerin
- Anna Sommer (* 1968), Schweizer Comiczeichnerin
- Anton Sommer (1816–1888), deutscher Dichter
- Ariane Sommer (* 1977), deutsche Schauspielerin und Moderatorin
- August Sommer (1839–1921), deutscher Bildhauer

### B
- Barbara Sommer (* 1948), deutsche Politikerin
- Benno Sommer (1922–2012), deutscher Architekt, Designer und Karikaturist
- Bernd Sommer (Musiker) (* 1952), deutscher Musiker und Musikwissenschaftler
- Bernd Sommer (Soziologe) (* 1976), deutscher Soziologe
- Bernhard Sommer (Unternehmer) (* 1963/1964), deutscher Betriebswirt, Ingenieur und Unternehmer
- Bernhard Sommer (Dirigent) (* 1978), deutscher Chorleiter, Musikpädagoge und Musikkabarettist
- Bert Sommer (1949–1990), US-amerikanischer Musiker und Schauspieler
- Bertold Sommer (* 1937), deutscher Richter
- Bodo Sommer (1952–2022), deutscher Fußballspieler
- Brita Sommer (* 1944), deutsche Schauspielerin und Synchronsprecherin

### C
- C. Sebastian Sommer (auch Sebastian Sommer; 1956–2021), deutscher Archäologe
- Carl Sommer (Unternehmer) (* 1930), US-amerikanischer Unternehmer, Lehrer und Autor
- Carl August Heinrich Sommer (1801–1873), deutscher Zimmerer und Bauherr
- Carsten Sommer (* 1973), deutscher Bauingenieur und Verkehrsplaner
- Cécile Sommer-Ramer (* 1940), Schweizer Religions- und Ordenshistorikerin
- Charlotte Sommer-Landgraf (1928–2006), deutsche Bildhauerin und Grafikerin
- Chris Sommer (* 1992), schweizerischer Comedy-Autor
- Christel Sommer (* 1950), deutsche Badmintonspielerin
- Christian Sommer (Jurist) (1767–1835), deutscher Jurist und Jakobiner
- Christian Friedrich August Sommer, deutscher Rittergutsbesitzer und Landrat
- Christian Lorenz Sommer (1796–1846), deutscher Klassischer Philologe
- Christine Sommer (* 1970), österreichische Schauspielerin
- Christof Sommer (* 1965), deutscher Politiker (CDU)
- Christoph Sommer (Theologe) (1646–1685), deutscher Theologe und Pfarrer
- Christoph Sommer (Schauspieler) (* 1961), Schweizer Schauspieler
- Christoph Sommer (Leichtathlet) (* 1972), Schweizer Leichtathlet
- Christoph Sommer (Musiker), deutscher Gitarrist, Lautenist und Theorbist
- Clemens Sommer (1891–1962), deutschamerikanischer Kunsthistoriker
- Coleen Sommer (* 1960), US-amerikanische Hochspringerin
- Conny Sommer (* 1963), deutscher Musiker
- Cornelius Sommer (1940–2011), deutscher Diplomat und Sprachpfleger

### D
- Daniel Sommer (Politiker), (* 1964), Schweizer Politiker (EVP)
- Daniel Sommer (Musiker), (* 1987), dänischer Jazzmusiker
- Daniel Sommer (Sänger) (* 1992), deutscher Schlagersänger und Songwriter
- Daniela Sommer (* 1978), deutsche Sportlerin und Politikerin (SPD), MdL Hessen
- Degenhard Sommer (1930–2020), deutscher Architekt und Industriebauer
- Dieter Sommer (Fußballspieler) (* 1937), deutscher Fußballspieler und -trainer
- Dieter Sommer (Maler) (Dieter J. J. Sommer; 1938–2020), deutscher Maler und Zeichner
- Dorothea Sommer (* 1962), deutsche Bibliothekarin

### E
- Ed Sommer (1932–2015), deutsch-schweizerischer Filmemacher, Maler, Bildhauer und Fotograf
- Edith Sommer (* 1927), österreichische Schriftstellerin
- Edith Irving-Sommer (1935–2020), deutsch-schweizerische Künstlerin
- Édouard Sommer (1822–1866), französischer Altphilologe, Übersetzer, Grammatiker und Lexikograf
- Elise Sommer (1761–1836), deutsche Dichterin
- Elke Sommer (* 1940), deutsche Schauspielerin, Sängerin und Malerin
- Elmar Sommer (* 1959), deutscher Volleyballspieler
- Emil Sommer (Politiker, I), deutscher Politiker, MdL Sachsen
- Emil Sommer (Verleger) (1838–1904), deutscher Verleger und Zeitungsredakteur
- Emil Sommer (General) (1869–1947), österreich-ungarischer Generalmajor
- Emil Sommer (Politiker, 1882) (1882–1937), deutscher Gewerkschaftsfunktionär und Politiker (USPD, SPD)
- Emil Sommer (Politiker, 1885) (1885–1936), deutscher Jurist und Politiker, Bürgermeister von Treuchtlingen
- Emil Friedrich Julius Sommer (1819–1846), deutscher Germanist
- Emmerich Sommer (* 1938), österreichischer Fußballspieler
- Ernst Sommer (Mediziner) (1872–1938), Schweizer Radiologe
- Ernst Sommer (Schriftsteller) (1888–1955), deutsch-tschechoslowakischer Schriftsteller und Journalist
- Ernst Sommer (Komponist) (1925–1989), Schweizer Komponist und Dirigent
- Eugen Sommer (1876–1961), deutscher Politiker (CDU)
- Eugénie Le Sommer (* 1989), französische Fußballspielerin
- Everhard Sommer (1863–1944), deutscher Drucker und Zeitungsverleger

### F
- Fabian Sommer (1533–1571), böhmischer Mediziner
- Ferdinand Sommer (Maler) (1822–1901), deutscher Vedutenmaler
- Ferdinand Sommer (Mediziner) (1829–1902), deutscher Anatom, Zoologe und Hochschullehrer
- Ferdinand Sommer (Philologe) (1875–1962), deutscher Indogermanist und Klassischer Philologe
- Ferdinand Sommer (Bildhauer) (1876–1958), deutscher Bildhauer
- Ferdinand Sommer (Metallurg) (* 1941), deutscher Physiker und Metallurg
- Fedor Sommer (1864–1930), deutscher Lehrer und Schriftsteller
- Felix Sommer (1878–1934), deutscher Architekt und Baumeister
- Frank Sommer (Schauspieler), deutscher Schauspieler und Drehbuchautor
- Frank Sommer (Politiker) (* 1956), deutscher Politiker (FDP), MdA
- Frank Sommer (Mediziner) (* 1967), deutscher Mediziner
- Franz Sommer (Bildhauer), deutscher Bildhauer
- Franz Sommer (Geistlicher) (1875–1954), deutscher Priester
- Franz Sommer (SS-Mitglied) (1897–1980), deutscher Gestapobeamter und SS-Führer
- Franz Sommer (Mediziner) (* 1913), deutscher Radiologe und Hochschullehrer
- Franz Sommer (Künstler) (1929–2018), Schweizer Objektkünstler
- Frederick Sommer (1905–1999), US-amerikanischer Künstler und Fotograf
- Friedrich Sommer (Dichter) († 1620), Geistlicher und Dichter
- Friedrich Sommer (Politiker) (1824–1898), deutscher Jurist und Politiker (NLP)
- Friedrich Sommer (Dirigent) (1875–1943), österreichisch-ungarischer Dirigent und Theaterdirektor
- Friedrich Sommer (Mathematiker) (1912–1998), deutscher Mathematiker
- Friedrich Sommer (Jurist), österreichischer Jurist und Bankmanager
- Fritz Sommer (Unternehmer) (1879–1934), deutscher Unternehmer
- Fritz Sommer (Cellist) (1912–nach 1976), deutscher Cellist und Hochschullehrer
- Fritz Sommer (Fußballspieler) (* 1926), deutscher Fußballspieler
- Fritz Sommer (Komponist), deutscher Musiker und Komponist

### G
- Gaby Sommer (1959–2018), deutsche Fotografin und Fotojournalistin
- Georg Sommer (Maler) (1848–1917), deutscher Maler
- Georg Sommer (Mediziner), deutscher Physiologe und Fachautor
- Georg Sommer (Jurist) (1922–2021), deutscher Jurist und Richter
- Georg Sommer (Präparator) (* 1965), deutscher geowissenschaftlicher Präparator
- Gerald Sommer (* 1963), deutscher Germanist und Herausgeber
- Gerd Sommer (1906–1988), deutscher Augenarzt
- Gerhard Sommer (Jagdflieger) (1919–1944), deutscher Jagdflieger
- Gerhard Sommer (SS-Mitglied) (1921–2019), deutscher SS-Untersturmführer
- Gerhard Sommer (Fußballspieler) (* 1971), österreichischer Fußballspieler
- Gerlinde Sommer (Journalistin) (* 1963), deutsche Journalistin und Chefredakteurin
- Gerlinde Sommer (* 1966), deutsche Publizistin, Galeristin und Kuratorin, siehe Gerlinde Gräfin von Westphalen
- Gert Sommer (* 1941), deutscher Psychologe und Hochschullehrer
- Giorgio Sommer (1834–1914), deutscher Fotograf
- Gottfried Sommer (1935–2024), deutscher Maler und Grafiker
- Gottfried Christoph Sommer (* 1706, † nach ca. 1735), deutscher Hebraist und Prinzenerzieher in Gotha
- Günter Sommer (* 1943), deutscher Jazzmusiker
- Günther Sommer (* 1952), deutscher Maler und Grafiker
- Gustav Sommer (Baumeister) (1812–1899), deutscher Baumeister und Baubeamter
- Gustav Sommer (Botaniker), deutscher Botaniker
- Gustav Sommer (Fotograf) (1882–1956), rumänisch-schweizerischer Fotograf

### H
- Hans Sommer (Wasserbauer), deutscher Wasserbauer
- Hans Sommer (Komponist, 1837) (1837–1922), deutscher Komponist und Mathematiker
- Hans Sommer (Heimatforscher) (1900–1989), Schweizer Lehrer, Heimatforscher und Kulturhistoriker
- Hans Sommer (Komponist, 1904) (Pseudonym Kurt Schmidt; 1904–2000), deutscher Filmkomponist
- Hans Sommer (Bildhauer) (1909–2000), deutscher Bildhauer
- Hans Sommer (SS-Mitglied) (1914–1987), deutscher SS-Obersturmführer und Agent des Ministeriums für Staatssicherheit
- Hans Sommer (Radsportler) (1924–2004), Schweizer Radrennfahrer
- Hans Sommer (Fußballspieler), österreichischer Fußballspieler
- Hans-Eckhard Sommer (* 1961), deutscher Jurist, Verwaltungsbeamter und Politiker (CSU)
- Hans-Eugen Sommer (1901–1952), deutscher Politiker (NSDAP), MdR
- Hans-Joachim Sommer (* 1930), deutscher Fußballtorwart
- Hans-Jürg Sommer (* 1950), Schweizer Musiker und Komponist
- Hanspeter Sommer (* 1927), Schweizer Maler
- Hans-Peter Sommer (* 1944), deutscher Politiker (CDU) und Landrat
- Hans Wolf Sommer (1939–1996), deutscher Schriftsteller
- Harald Sommer (Maler) (1930–2010), deutscher Maler, Porzellanmaler und Kopist
- Harald Sommer (Dramatiker) (1935–2021), österreichischer Dramatiker, Hörspielautor und Regisseur
- Hedwig Holtz-Sommer (1901–1970), deutsche Malerin
- Heide Sommer (* 1940), deutsche Sekretärin und Autorin
- Heiner Sommer (1932–1999), deutscher Tiermediziner und Hochschullehrer für Anatomie, Physiologie, Hygiene der Haustiere
- Heinrich Sommer (Geistlicher) (1872–1918), deutscher Geistlicher und Behindertenpädagoge
- Heinrich Sommer (Politiker) (1895–1967), deutscher Politiker (KPD) und Widerstandskämpfer
- Heinz Sommer (Widerstandskämpfer) (1894–1944), deutscher Widerstandskämpfer
- Heinz Sommer (Gewerkschafter) (1924–??), deutscher Gewerkschaftsfunktionär und Politiker, MdV
- Helene Sommer (1893–1988), deutsche Politikerin (CDU), MdBB
- Helga Hieden-Sommer (1934–2025), österreichische Politikerin (SPÖ)
- Helin Evrim Sommer (* 1971), türkisch-deutsche Politikerin (PDS, Die Linke), MdB
- Helmut Sommer (* 1933), deutscher Dirigent und Posaunist
- Helmuth Sommer (1911–1993), deutscher Komponist und Musikpädagoge
- Henrike Sommer, deutsche Foley Artist, Sounddesignerin, Soundeditorin
- Herbert Sommer (1894–1973), deutscher Textilingenieur
- Hermann Sommer (1882–nach 1945), deutscher Verwaltungsjurist und Richter
- Hilde Sommer (1917–?), deutsche Leichtathletin
- Horst Sommer (* vor 1935), deutscher Synchronsprecher

### I
- Imke Sommer (* 1966), deutsche Juristin, Präsidentin des Rechnungshofs der Freien Hansestadt Bremen
- Ingeborg Sommer (1923–2001), deutsche Politikerin, Gewerkschafterin und Journalistin
- Ingo Sommer (* 1942), deutscher Architekturhistoriker und Dozent
- Inken Sommer (1937–2018), deutsche Schauspielerin
- Irmgard Schmidt-Sommer (1927–2013), deutsche Kulturwissenschaftlerin und Benediktineroblatin
- Isabella Sommer (* 1965), österreichische Instrumentalpädagogin und Musikwissenschafterin

### J
- Jack Sommer (* 1934), australischer Radrennfahrer
- Jakob Sommer (Politiker) (1893–1955), deutscher Politiker (SPD)
- Jakob Karl Ernst Sommer (1911–1981), deutscher Geistlicher, Bischof der Evangelisch-methodistischen Kirche
- Jannik Sommer (* 1991), deutscher Fußballspieler
- Jochen Sommer (Dr. Sommer; 1927–2012), deutscher Psychotherapeut und Autor, siehe Martin Goldstein (Mediziner)
- Johann Sommer (Propst), deutscher Geistlicher, Propst von Berlin
- Johann Sommer (Schriftsteller) (1559–1622), deutscher Satiriker und Übersetzer
- Johann Sommer (Politiker) (1851–1927), deutscher Politiker (Zentrum), MdL Württemberg
- Johann Adolph Sommer (1798–1867), deutscher Kartograf
- Johann Christoph Sommer (1741–1802), deutscher Chirurg
- Johann Friedrich Sommer (Bildhauer) (* 1684; † vermutlich 1746/1747), deutscher Bildhauer
- Johann Friedrich Sommer (1777–1851), estnischer Schriftsteller, siehe Suve Jaan
- Johann Friedrich Joseph Sommer (1793–1856), deutscher Jurist, Politiker und Publizist
- Johann Georg Sommer (1634–1705), deutscher Mediziner
- Johann Gottfried Sommer (1782/1783–1848), deutscher Geograph
- Johann Heinrich Sommer (1757–1818), deutscher Jurist
- Johann Wilhelm Ernst Sommer (1881–1952), deutscher Geistlicher, Bischof der Evangelisch-methodistischen Kirche
- Johannes Sommer (Theologe) (1542–1574), deutscher Theologe, Historiker und Dichter
- Johannes Sommer (Kunsthistoriker) (1911–2006), deutscher Kunsthistoriker
- Jörg Sommer (Maler) (1881–nach 1906), deutscher Genre- und Landschaftsmaler der Düsseldorfer Schule
- Jörg Sommer (Schriftsteller) (* 1963), deutscher Kinder- und Jugendbuchautor sowie Umweltschützer
- Josef Sommer (Heimatforscher) (1877–1951), deutscher Pädagoge und Heimatforscher
- Josef Sommer (Maler) (1919–2009), deutscher Maler
- Josef Sommer (Schauspieler) (* 1934), US-amerikanischer Schauspieler
- Josef Daniel Sommer (1886–1979), deutscher Bildhauer
- Josef Heinrich Sommer (1888–1946), österreichischer Politiker (CSP, ÖVP)
- Joseph Sommer (Unternehmer) (1866–1928), Schweizer Unternehmer
- Joseph Sommer (Bildhauer) (1876–?), deutscher Bildhauer
- Juergen Sommer (* 1969), US-amerikanischer Fußballtorhüter
- Julian Sommer (* 1998), deutscher Schlagersänger
- Julius Sommer (1871–1943), deutscher Mathematiker

### K
- Karl Sommer (Ministerialbeamter) (1881–1953), deutscher Jurist, Ministerialbeamter und Komponist
- Karl Sommer (Maler) (1905–1943), deutscher Maler
- Karl Sommer (Grenzopfer) (1906–1949), deutsches Todesopfer an der innerdeutschen Grenze
- Karl Sommer (SS-Mitglied) (1915–nach 1953), deutscher SS-Führer
- Karl Sommer (Agrarwissenschaftler) (* 1932), deutscher Agrarwissenschaftler und Hochschullehrer
- Karl Sommer (Verfahrenstechniker) (* 1943), deutscher Verfahrenstechniker und Hochschullehrer
- Karl Sommer (Basketballfunktionär) (* 1955/1956), österreichischer Basketballfunktionär
- Karl F. Sommer (1895–nach 1960), deutsch-österreichischer Filmproduzent und Filmkaufmann
- Karl Friedrich Sommer (1830–1867), deutscher Maler
- Karlheinz Sommer (1907–1989), deutscher Gynäkologe
- Karl Julius Sommer (1883–1962), deutscher Komponist und Musikschriftsteller
- Karl Marcell Sommer (1855–1900), österreichischer Opernsänger (Bariton)
- Karl Robert Sommer (1864–1937), deutscher Psychiater, siehe Robert Sommer (Mediziner)
- Katrin Sommer (* 1971), deutsche Chemikerin
- Kevin Sommer (* 1989), französischer Fußballspieler
- Klaus Sommer (Numismatiker) (1927–1994), deutscher Numismatiker
- Klaus Sommer (1943–1999), deutscher Schlagersänger
- Konrad Sommer (1915–2012), deutscher Kunstmaler
- Kostas Sommer (* 1975), griechischer Schauspieler

### L
- Lauri Sommer (* 1973), estnischer Dichter, Literaturwissenschaftler, Übersetzer und Musiker
- Leon Sommer (* 2001), deutscher Fußballspieler
- Lina Sommer (1862–1932), deutsche Dichterin
- Linde Sommer (1925–2002), deutsche Schauspielerin, Synchron- und Hörspielsprecherin
- Louise Sommer (1889–1964), österreichische Wirtschaftswissenschaftlerin
- Ludwig Sommer (1927–2012), deutscher Musikpädagoge, Musikwissenschaftler und Komponist
- Luise Maria Sommer (* 1955), österreichische Pädagogin, Gedächtnissportlerin und Keynote-Speakerin
- Luke Sommer (* 1985), US-amerikanischer Baseballspieler

### M
- Manfred Sommer (MfS-Mitarbeiter) (1932–2011), deutscher Oberst des Ministeriums für Staatssicherheit
- Manfred Sommer (Comiczeichner) (1933–2007), spanischer Comiczeichner und -autor
- Manfred Sommer (Informatiker) (1945–2023), deutscher Informatiker
- Manfred Sommer (Philosoph) (* 1945), deutscher Philosoph
- Manfred Sommer (Wirtschaftsinformatiker) (* 1948), deutscher Wirtschaftsinformatiker
- Manuel Sommer (* 1986), Schweizer Fußballspieler
- Marc Oliver Sommer (* 1962), deutscher Manager
- Marcus Sommer (1845–1899), deutscher Fabrikant
- Margarete Sommer (1893–1965), deutsche Sozialarbeiterin
- Maria Müller-Sommer (1922–2023), deutsche Verlegerin
- Marianne Sommer (Kulturwissenschaftlerin) (* 1971), Schweizer Kulturwissenschaftlerin
- Marianne Erdrich-Sommer (* 1952), deutsche Politikerin (Bündnis 90/Die Grünen)
- Martha Sommer (1863–1944), Schweizer Ärztin
- Martin Sommer (SS-Mitglied) (1915–1988), deutscher SS-Hauptscharführer
- Martin Sommer (Politiker) (* 1964), deutscher Verwaltungsjurist und Politiker, Landrat von Steinfurt
- Martin W. Sommer (1932–2015), deutscher Philatelist
- Marvin Sommer (* 1991), deutscher Handballspieler
- Matthias Sommer (* 1991), deutscher Bobfahrer
- Max Sommer (Musiker, 1878) (1878–1964), deutscher Kontrabassist
- Max Sommer (Künstler, 1880) (1880–1917), Schweizer Zeichner und Tierplastiker
- Max Sommer (1881–1940), deutscher Theaterschauspieler, Schriftsteller und Drehbuchautor, siehe Max Ferner
- Max Sommer (Musiker, 1940) (* 1940), Schweizer Alphornbläser und Komponist
- Max Sommer (Künstler, 1959) (Maxe; * 1959), Schweizer Maler, Zeichner und Objektkünstler
- Maximilian Sommer (1846–1925), preußischer General der Infanterie
- Michael Sommer (Politiker, 1896) (1896–1937), deutscher Politiker (KPD), MdL Rheinprovinz
- Michael Sommer (Gewerkschafter) (1952–2025), deutscher Gewerkschafter
- Michael Sommer (Leichtathlet) (* 1964), deutscher Ultramarathonläufer
- Michael Sommer (Fußballspieler) (* 1968), deutscher Fußballspieler
- Michael Sommer (Historiker) (* 1970), deutscher Althistoriker
- Michael Sommer (Segelflieger) (* 1972/1973), deutscher Segelflieger
- Michael Sommer (Dramaturg) (* 1976), deutscher Autor, Dramaturg und Regisseur
- Michael Sommer (Politiker, 1996) (* 1996), österreichischer Politiker (FPÖ)
- Michael Christian Sommer (1785–1868), deutscher Kaufmann und Insektenhändler
- Monika Sommer (Ruderin), deutsche Ruderin
- Monika Sommer-Sieghart (* 1974), österreichische Historikerin und Kuratorin

### N
- Nele Sommer (* 1990), deutsche Schauspielerin
- Nico Sommer (* 1983), deutscher Filmregisseur
- Niklas-Wilson Sommer (* 1998), deutscher Fußballspieler
- Nikolai Iwanowitsch Sommer (1824–1847), russischer Sinologe
- Nina Heidt-Sommer (* 1978), deutsche Politikerin (SPD)

### O
- Oliver Sommer (* 1963), deutscher Regisseur und Musikproduzent
- Oskar Sommer (Architekt) (1840–1894), deutscher Architekt
- Oskar Sommer (Unternehmer) (Erich Oskar Sommer; 1901–1966), deutscher Textilunternehmer und Kammerfunktionär
- Oskar Sommer (Naturforscher) (1924–2004), deutscher Naturforscher
- Oskar Sommer (Maler) (1928–1984), deutscher Maler und Grafiker
- Otto Sommer (Pädagoge) (Karl Otto August Sommer; 1838–1894/1898), deutscher Pädagoge und Verbandsfunktionär
- Otto Sommer (Politiker) (1891–1940), deutscher Jurist, SA-Führer und Politiker (NSDAP), MdR
- Otto Sommer (Agrarwissenschaftler) (Otto Ambrosius Sommer; 1902–1987), deutscher Agrarwissenschaftler, Hochschullehrer und SS-Oberscharführer
- Otto Sommer (Fußballspieler) (1905–1995), deutscher Fußballspieler
- Otto Zincke genannt Sommer (1886–1944), deutscher Marineoffizier, Dirigent und Beamter

### P
- Pascal Sommer (* 1992), Schweizer Skispringer
- Patrick Sommer (* 1970), deutscher Moderator und Nachrichtensprecher
- Paul Sommer (Schwarzburg-Rudolstadt) (1860–1934), deutscher Jurist und Politiker
- Paul Sommer (Politiker) (1864–1945), deutscher Pädagoge und Politiker (FVp, DDP)
- Paul Sommer (Regisseur) (1912–2011), US-amerikanischer Animator und Regisseur
- Paul Sommer (Großdechant) (1917–1983), römisch-katholischer Geistlicher, Großdechant und Visitator der Grafschaft Glatz
- Paul Sommer (Eishockeyspieler) (* 1952), deutscher Eishockeyspieler und -trainer
- Peter Sommer (Offizier) (1907–1978), deutscher Offizier und Gewerkschafter
- Peter Sommer (Kulturhistoriker) (1926–1999), Schweizer Lehrer, Kulturhistoriker, Sprachforscher und Schriftsteller
- Peter Sommer (Schwimmer), deutscher Schwimmer
- Peter Sommer (Fußballspieler) (1957–2018), deutscher Fußballspieler
- Peter Sommer (Regisseur) (* 1957), deutscher Fernsehregisseur
- Peter Sommer (Politiker) (* 1961), Schweizer Politiker (FDP)
- Peter Sommer (Musiker) (* 1974), dänischer Musiker
- Petr Sommer (* 1949), tschechischer Archäologe
- Philipp Sommer (Schauspieler) (* 1987), deutscher Schauspieler
- Philipp Sommer (Footballspieler) (* 1993), österreichischer American-Football-Spieler
- Piotr Sommer (* 1948), polnischer Lyriker, Literaturkritiker und Übersetzer

### R
- Ralf Sommer (Elektroingenieur) (* 1961), deutscher Elektroingenieur
- Ralf J. Sommer (* 1963), deutscher Biologe
- Raphael Sommer (* 1989), Schweizer Komponist
- Raymond Sommer (1906–1950), französischer Rennfahrer
- Reinhard Sommer (* 1921), deutscher Gewerkschaftsfunktionär und Politiker (SED), MdV
- Renate Sommer (* 1958), deutsche Politikerin (CDU)
- René Sommer (Mediziner) (1891–1941), deutscher Chirurg
- René Sommer (Ingenieur) (1951–2009), Schweizer Elektronikingenieur
- René Sommer (Schriftsteller) (* 1954), Schweizer Heilpädagoge und Lyriker
- Rich Sommer (* 1978), US-amerikanischer Schauspieler
- Robert Sommer (Richter) (1837–1904), deutscher Jurist und Richter
- Robert Sommer (Mediziner) (Karl Robert Sommer; 1864–1937), deutscher Psychiater
- Robert Sommer (Verwaltungsjurist) (1883–1956), deutscher Verwaltungsjurist
- Robert Sommer (Fechter) (1887–1957), deutscher Fechter, Pilot und Erfinder
- Robert Sommer (Politiker) (1894–1957), deutscher Politiker (LDP/LDPD)
- Robert Sommer (Psychologe) (1929–2021), US-amerikanischer Psychologe
- Robert Sommer (Schriftsteller) (* 1951), österreichischer Journalist und Schriftsteller
- Robert Sommer (Historiker) (* 1974), deutscher Kulturwissenschaftler und Historiker
- Robert Sommer (Fußballspieler) (* 1982), deutscher Fußballspieler
- Rolf Sommer (1920–1980), deutscher Fußballspieler
- Rolf Sommer (Maler) (* 1932/1933), deutscher Maler und Architekt
- Ron Sommer (* 1949), deutscher Wirtschaftsmanager
- Rose Sommer-Leypold (1909–2003), deutsche Malerin
- Roswitha Sommer-Himmel (* 1966), deutsche Sozialpädagogin
- Roy Sommer (Eishockeyspieler) (* 1957), US-amerikanischer Eishockeyspieler und -trainer
- Roy Sommer (Anglist) (* 1969), deutscher Anglist und Hochschullehrer
- Rudolf Sommer (Schauspieler) (1852–1913), österreichischer Schauspieler
- Rudolf Sommer (Politiker, 1872) (1872–1919), österreichischer Lehrer und Politiker (DnP)
- Rudolf Sommer (Diplomat) (1877–nach 1937), deutscher Diplomat
- Rudolf Sommer (Politiker, II), deutscher Politiker, MdL Sachsen
- Rudolf Sommer (Politiker, 1923) (1923–2013), österreichischer Politiker (ÖVP)
- Rudolf Sommer (Mediziner) (* 1940), österreichischer Mediziner, Labordiagnostiker und Hochschullehrer für Klinische Chemie
- Ryan Sommer (* 1993), kanadischer Bobsportler

### S
- Sascha Sommer (* 1984), deutscher Radiomoderator und Radiosprecher
- Sebastian Sommer (Politiker) (* 1994), deutscher Ministerialbeamte und Politiker
- C. Sebastian Sommer (1956–2021), deutscher Provinzialrömischer Archäologe und Landesarchäologe von Bayern
- Sebastian Adam Karl Sommer (1796–1865), deutscher evangelisch-lutherischer Pfarrer und Schriftsteller
- Siegfried Sommer (Schriftsteller) (1914–1996), deutscher Schriftsteller und Journalist
- Siegfried Sommer (Politiker) (1925–2003), deutscher Politiker (SED)
- Siegfried Sommer (Landschaftsarchitekt) (* 1932), deutscher Hochschullehrer, Gärtner, Dendrologe und Landschaftsarchitekt
- Siegfried Sommer (Fußballspieler) (* 1950), deutscher Fußballspieler
- Silke Sommer (* 1964), deutsche Kostümbildnerin
- Silvia Sommer (* 1944), österreichische Komponistin und Pianistin
- Simon Sommer (* 1990), österreichischer Fußballspieler
- Simone Sommer (* 1967), deutsche Biologin und Hochschullehrerin
- Stefan Sommer (Manager, 1957) (* 1957), deutscher Industriemanager (Vynova)
- Stefan Sommer (Manager, 1963) (* 1963), deutscher Industriemanager (VW, ZF Friedrichshafen)
- Stefan Sommer (Kameramann) (* 1968), deutscher Kameramann
- Stella Sommer (* 1987), deutsche Sängerin, Songwriterin und Musikerin
- Susanne Sommer (* 1960), deutsche Regionalhistorikerin und Museumsleiterin

### T
- Talia Sommer (* 2004), israelische Fußballspielerin
- Theo Sommer (1930–2022), deutscher Journalist
- Theodor Sommer (1865–1934), deutscher Unternehmensgründer
- Thomas Sommer Arnoldsen (* 2002), dänischer Handballspieler
- Tim Sommer (* 1968), deutscher Journalist
- Tobias Sommer (* 1978), deutscher Schriftsteller
- Torsten Sommer (* 1971), deutscher Kaufmann und Politiker (Piratenpartei)
- Traut Sommer (1922–2004), deutsche Lehrerin und Autorin
- Trude Sommer (um 1913–nach 1948), österreichische Schauspielerin

### U
- Ulf Leo Sommer (* 1970), deutscher Musikproduzent und Komponist
- Ulrich Sommer (Betriebswirtschaftler) (* 1947), deutscher Betriebswirtschaftler und Hochschullehrer
- Ulrich Sommer (Biologe) (* 1952), österreichischer Limnologie und Meeresbiologie
- Ulrich Sommer (Jurist) (* 1952), deutscher Strafrechtler, Verbandsfunktionär und Hochschullehrer
- Ulrike Sommer (Journalistin) (* 1957), deutsche Journalistin und Politikerin (SPD)
- Ulrike Sommer (Leichtathletin) (* 1959), deutsche Leichtathletin

### V
- Vladimír Sommer (1921–1997), tschechischer Komponist
- Volker Sommer (* 1954), deutscher Anthropologe

### W
- Walter Sommer (Pfarrer) (1881–1944), deutscher evangelischer Pfarrer und Herausgeber
- Walter Sommer (Lebensreformer) (1887–1985), deutscher Lebensreformer und Ernährungsforscher
- Walter Sommer (Architekt, Schweiz) (1901/1902–1975), Schweizer Architekt
- Walter Sommer (Politiker, 1903) (1903–nach 1942), deutscher Politiker (NSDAP), MdR
- Walter Sommer (Politiker, 1905) (1905–1989), deutscher Jurist und Politiker (SPD), Oberbürgermeister von Kaiserslautern
- Walter Sommer (Architekt, Deutschland) (1908–1972), deutscher Architekt
- Walter Sommer (Maler) (1916–2005), deutscher Maler
- Walter Sommer (Rennfahrer), deutscher Motorradrennfahrer
- Walter Willy Sommer (* 1951), Schweizer Jurist und Politiker (FDP)
- Walther Sommer (1893–1946), deutscher Jurist und Parteifunktionär (NSDAP)
- Werner Sommer (1928–2012), Schweizer Maler und Zeichner
- Wilfried Sommer (* 1967), deutscher Schulpädagoge, Physikdidaktiker und Hochschullehrer
- Wilhelm Sommer (Lehrer) (1828–1904), deutscher Lehrer und Autor
- Wilhelm Sommer (Schriftsteller) (1845–1888), Schweizer Schriftsteller
- Wilhelm Sommer (Mediziner) (1852–1900), deutscher Psychiater, Neurologe und Anthropologe
- Wilhelm Sommer (Regierungspräsident) (1891–1971), deutscher Verwaltungsbeamter
- Wilhelm Sommer (Beamter), österreichischer Bezirkshauptmann
- Wilhelm Sommer (Betriebsrat) (1917–1980), deutscher Betriebsrat, Krankenkassenfunktionär und Politiker
- Will Sommer (1906–1974), deutscher Bildhauer und Künstler
- Willy Sommer (1925–2001), Schweizer Fußballspieler und Fußballtrainer
- Winfried Sommer (* 1942), deutscher Soziologe, Politologe und Hochschullehrer
- Wolfgang Sommer (* 1939), deutscher Kirchenhistoriker

### Y
- Yann Sommer (* 1988), Schweizer Fußballtorhüter

### Fiktive Figuren
- Dr. Sommer, Pseudonym einer Rubrik in der Jugendzeitschrift Bravo, siehe Bravo (deutsche Zeitschrift)#Zielgruppe und klassische Rubriken
- Lea Sommer, Ermittlerin in der Fernsehserie Die Kommissarin

## Sonstiges
- Sommer (Künstlerfamilie), deutsche Künstlerfamilie